# Isla de San Jorge (Islas Salomón)
La isla de San Jorge (en inglés: San Jorge Island) es la segunda isla más grande de la provincia de Isabel, en las Islas Salomón. Posee una superficie estimada en 184 kilómetros cuadrados

## Geografía
La elevación del terreno sobre el nivel del mar se ha estimado en 159 metros, pero los datos SRTM muestran una elevación máxima de unos 470 metros. La isla se encuentra en el extremo sur de la isla Santa Isabel y limita con la bahía de Thousand Ships. San Jorge tiene una superficie de 184 km² y menos de 1.000 habitantes repartidos en cuatro pueblos. La isla posee importantes yacimientos de mineral de níquel, y las compañías mineras internacionales consideran desarrollar proyectos mineros. Además, en la isla se encuentran expuestas peridotitas asociadas a piroxenitas, con olivino y espinela poco frecuentes.

## Historia
El primer avistamiento registrado por europeos fue realizado por la expedición española de Álvaro de Mendaña el 21 de abril de 1568. Más concretamente el avistamiento se debió a un viaje local realizado por un pequeño barco, en las cuentas el bergantín Santiago, comandado por el Maestre de Campo Pedro Ortega Valencia y teniendo como piloto a Hernán Gallego. Fueron ellos quienes la cartografiaron con su nombre actual, San Jorge, y también quienes bautizaron el estrecho canal que separa San Jorge de la isla de Santa Isabel como canal de Ortega en honor al comandante de la expedición.